# Aérodrome d'Ifrane
L'aérodrome d'Ifrane (code OACI : GMFI), مطار إفران, est un aéroport régional à 1 664 m d'élévation près de la ville marocaine d'Ifrane, une station d'hiver au Moyen-Atlas. L'aéroport compte une piste, longue de 2 100 m  et n'offre que des vols saisonniers, affrétés ou privés.

## Situation

### Carte des aéroports du Maroc
| \| 100 km1:10 004 000 \| Ouezzane Agadir Al Hoceima Meknès Béni Mellal Bouarfa Casablanca-Tit Mellil Casablanca-Mohammed V Errachidia Essaouira Fès Guelmim Ifrane Kénitra Khouribga Marrakech Nador Ouarzazate Oujda Rabat-Salé Tanger Zagora Tan-Tan Tarfaya Tétouan Benslimane Sidi Slimane Inezgane Ben Guerir Taroudant Taza |
| 100 km1:10 004 000 |